# Токийская астрономическая обсерватория (до 1938 года)
Токийская астрономическая обсерватория (до 1938 года) — астрономическая обсерватория, основанная в 1878 году в городе Токио, Япония. Обсерватория проводила активные наблюдения до 1930 года, а в 1938 году обсерватория была перенесена на новое менее засвеченное место. Соучредителями обсерватории можно считать Токийский университет и ВМФ Японии.

## Руководители обсерватории
- Terao Hisasi  - первый директор обсерватории

## История обсерватории
3 сентября 1878 года была основана астрономическая обсерватория при Токийском университете. В то время обсерватория называлась на японском языке «Kansyoo-dai». Она использовалась для обучения студентов факультета естественных наук. В 1888 году астрономическая обсерватория, которая была основана ВМФ Японии, и являлась крупнейшей обсерваторией в стране, была передана Министерству образования и была переименована в «Токийскую астрономическую обсерваторию». В обязанности обсерватории входила работа над составлением календаря и астрономические наблюдения. Через год после Великого землетрясения Канто (1923 год) обсерватория переехала на окраины Токио в город Митака.

## Направления исследований
- Ведение календаря
- Поиск новых астероидов
- Астрометрия астероидов

## Основные достижения
- Открыты астероиды: (1088) Митака, (1089) Тама, (1090) Сумида, (1098) Хакона, (1139) Атами, (1185) Никко, (1266) Tone
- 215 астрометрических измерений опубликовано с 1900 по 1930 года [1]

## Известные сотрудники
- Оикава, Окуро - наблюдатель, который открывал астероиды в 1920-х годах
- Кубокава, Кадзуо - наблюдатель, который открывал астероиды в 1920-х годах